# Kirsten Kappert-Gonther

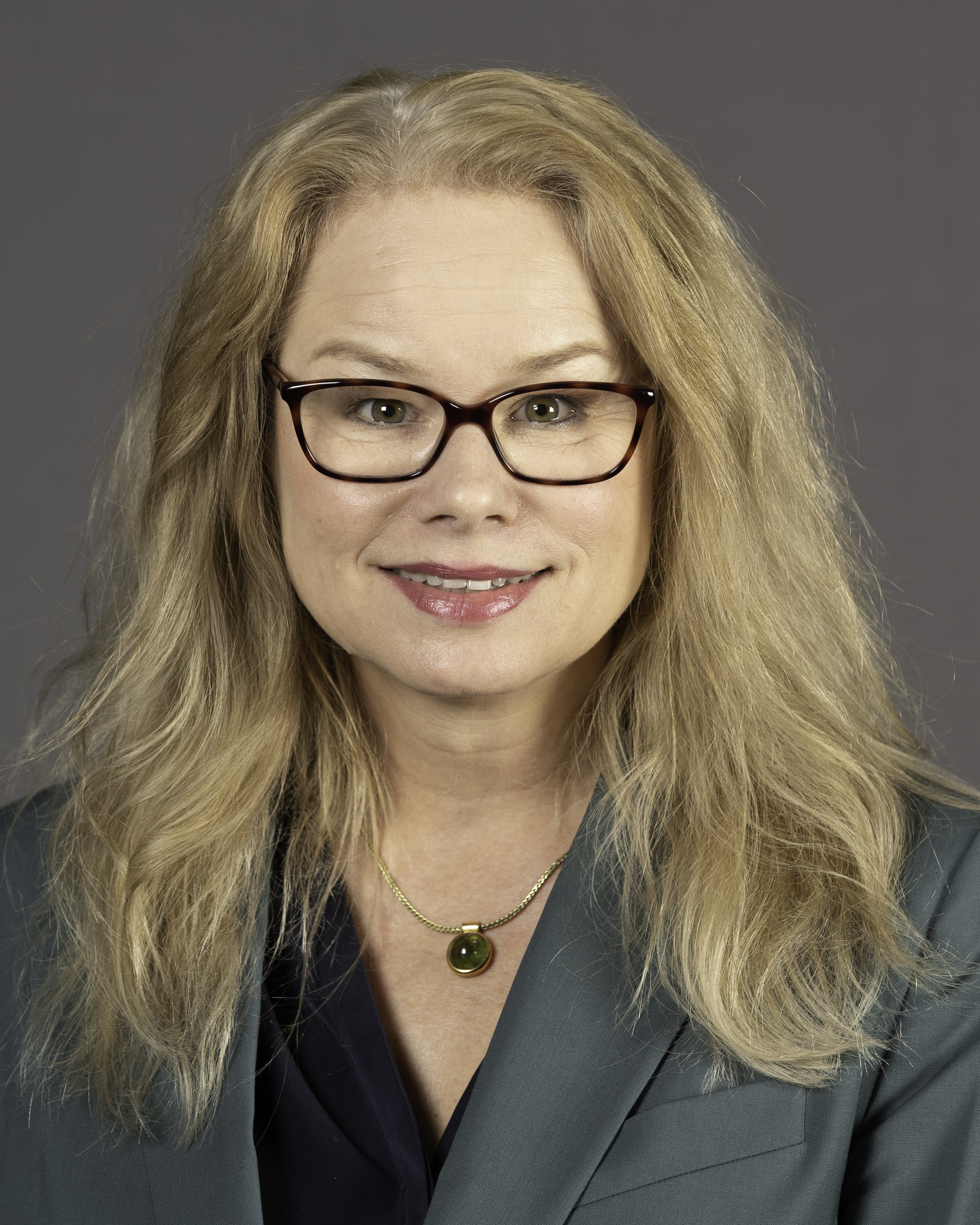
Kirsten Kappert-Gonther (2020)

Kirsten Kappert-Gonther (* 3. November 1966 in Marburg) ist eine deutsche Medizinerin und Politikerin (Bündnis 90/Die Grünen). Sie ist seit 2017 Mitglied des Deutschen Bundestages. Von 2011 bis 2017 war sie Mitglied der Bremischen Bürgerschaft und dort von 2015 bis 2017 auch stellvertretende Fraktionsvorsitzende der Grünen.

## Biografie

### Familie, Ausbildung und Beruf
Kappert-Gonther ging in Marburg die ersten Jahre zur Schule. Ihre Familie zog dann ins Ruhrgebiet, wo sie in Bochum 1985 ihr Abitur ablegte. 1982/83 verbrachte sie mit AFS ein Highschool-Jahr in den USA. Ab 1986 studierte sie Humanmedizin an der Universität Marburg. Sie promovierte zu psychosozialen Folgen des Grubenunglücks von Stolzenbach. Nach der Weiterbildung zur Fachärztin für Psychiatrie und Psychotherapie bei Klaus Dörner in Gütersloh wurde sie dort ärztliche Co-Leiterin einer Rehabilitationseinrichtung für psychisch Kranke. 2002 bis 2005 baute sie eine psychiatrische Institutsambulanz in Bremen auf und leitete diese auch. Von 2005 bis zum Einzug in den Bundestag im Jahr 2017 führte sie eine eigene Praxis für Psychotherapie. Von 2002 bis 2010 unterrichtete sie zusätzlich Psychiatrie an der Fachhochschule für Künste im Sozialen in Ottersberg.
Kappert-Gonther ist verheiratet, hat zwei erwachsene Kinder und wohnt in Bremen.

### Politik

#### Partei und Landespolitik
Kirsten Kappert-Gonther ist seit 2002 Mitglied von Bündnis 90/Die Grünen Bremen. Von 2003 bis 2007 war sie Mitglied im Beirat des Stadtteils Bremen-Schwachhausen, dort Fraktionsvorsitzende und stellvertretende Beiratssprecherin. Von 2011 bis 2017 war sie Mitglied der Bremischen Bürgerschaft und dort gesundheits-, religions- und kulturpolitische Sprecherin ihrer Fraktion. Von 2015 bis 2017 war sie stellvertretende Fraktionsvorsitzende.

#### Bundestag (seit 2017)
Im September 2017 zog Kappert-Gonther als Spitzenkandidatin ihres Landesverbands für die Grünen mit einem Zweitstimmenergebnis von 11,1 Prozent in den Deutschen Bundestag ein. Sie war Obfrau der Grünen Bundestagsfraktion im Gesundheitsausschuss, Sprecherin für Gesundheitsförderung sowie Sprecherin für Drogenpolitik, in deren Zusammenhang sie sich auch als Sprecherin bei Law Enforcement Against Prohibition engagierte. Als stellvertretendes Mitglied im Ausschuss für Kultur und Medien war sie zuständig für die Themenbereiche Erinnerungskultur/Aufarbeitung des kolonialen Erbes sowie kulturelle Bildung. Kappert-Gonther leitet gemeinsam mit Harald Ebner den Arbeitskreis zu bioethischen Fragen. Sie ist Co-Sprecherin der Parlamentarischen Linken ihrer Fraktion.
Im Herbst 2019 erklärte Kappert-Gonther, bei der Neuwahl des Fraktionsvorstands der Grünen zusammen mit Cem Özdemir für das Amt der Vorsitzenden der Grünen-Bundestagsfraktion zu kandidieren und damit die bisherigen Vorsitzenden Katrin Göring-Eckardt und Anton Hofreiter ablösen zu wollen. Sie seien überzeugt, dass ein fairer Wettbewerb der Fraktion nach außen wie nach innen gut tue und notwendig sei, um die Grünen als Fraktion bis zur nächsten Bundestagswahl mit neuem Schwung als glaubwürdigen Gegenpol der Regierung zu positionieren, begründeten Özdemir und Kappert-Gonther ihre Kampfkandidatur. Eine Spitzenkandidatur für den nächsten Wahlkampf im Bund strebte das Duo nach eigenen Angaben jedoch nicht an. Bei der Wahl am 24. September 2019 unterlag Kappert-Gonther der bisherigen Fraktionsvorsitzenden Göring-Eckardt, die mit 61,2 Prozent der Stimmen von den Grünen-Abgeordneten in ihrem Amt bestätigt wurde. Auch ihr Mitstreiter Özdemir konnte sich nicht gegen den Amtsinhaber Hofreiter durchsetzen, der mit 58,21 Prozent ebenfalls im Amt bestätigt wurde.
2021 zog Kappert-Gonther erneut als Spitzenkandidatin des Bremer Landesverbands in den Deutschen Bundestag ein. Seit 2023 ist sie amtierende Vorsitzende des Gesundheitsausschusses sowie ordentliches Mitglied. Ihre Themen sind Gesundheit, Feminismus, seelische Gesundheit und Medizinethik.
Im November 2024 wurde Kappert-Gonther erneut als Spitzenkandidatin ihres Landesverbands und als Direktkandidatin im Wahlkreis 54 (Bremen I) für die Bundestagswahl nominiert.

## Mitgliedschaften
Kirsten Kappert-Gonther ist Präsidentin der Bundesvereinigung Prävention und Gesundheitsförderung e. V. (BVPG) sowie Vorstandsvorsitzende der Aktion Psychisch Kranke e. V. (APK). Des Weiteren ist sie Vorstandsmitglied der Bremer Theaterfreunde e. V. und der Deutsch-Israelischen Gesellschaft Bremen/Unterweser e. V.

## Schriften
- Die Post-traumatische Belastungsstörung und Effektivität der Stressverarbeitung: post-traumatisch angewendete Stressverarbeitungsstrategien untersucht mit dem Stressverarbeitungsfragebogen; eine explorative Studie zum Grubenunglück in Borken vom 1. Juni 1988. Dissertation. Marburg 1994, DNB 941730522